# AMD K12
K12 должен был стать первой специализированной микроархитектурой AMD, основанной на наборе инструкций ARMv8 (AArch64) с запланированным запуском на 2017 год. Его предшественник, серия Opteron A1100 также использовал ядра ARM Cortex-A57. По состоянию на 2021 год микроархитектура всё ещё не была выпущена, разработка продолжается, но никакие продукты не планируются.
Микроархитектура должна была сосредоточиться на высокой частоте и энергоэффективности и нацелена на сегменты рынка серверов, встраиваемых систем и полу-нестандартных устройств.